# TT104
TT104 (Theban Tomb 104) è la sigla che identifica una delle Tombe dei Nobili ubicate nell’area della cosiddetta Necropoli Tebana, sulla sponda occidentale del Nilo dinanzi alla città di Luxor, in Egitto. Destinata a sepolture di nobili e funzionari connessi alle case regnanti, specie del Nuovo Regno, l'area venne sfruttata, come necropoli, fin dall'Antico Regno e, successivamente, sino al periodo Saitico (con la XXVI dinastia) e Tolemaico.

## Titolare
TT104 era la tomba di:
| Titolare                    | Titolo       | Necropoli           | Dinastia/Periodo               | Note                                                                                    |
| --------------------------- | ------------ | ------------------- | ------------------------------ | --------------------------------------------------------------------------------------- |
| Thutnefer (vedi anche TT80) | Scriba reale | Sheikh Abd el-Qurna | XVIII dinastia (Amenhotep III) | in basso sul versante nord-est della collina; a un tiro di sasso dalla casa di Mr. Mond |

## Biografia
Thutnefer risulta titolare anche della tomba TT80 e da quella, piuttosto che dalla TT104, è possibile conoscere il nome della moglie Takhat; da uno dei dipinti di TT104 è inoltre possibile conoscere il nome della figlia Nefertere.

## La tomba
La tomba, con planimetria a "T" rovesciata, si sviluppa secondo lo schema tipico delle sepolture del periodo; ad un corridoio segue una camera trasversale che presenta scene parietali (alcune non ultimate) tra cui (1 in planimetria) il defunto (?) in offertorio; (2) uomini che, ripartiti su due registri sovrapposti, offrono libagioni, fiori e animali al defunto, alla moglie e alla figlia (di cui non è riportato il nome); una stele (3), alla cui base sono inginocchiati offerenti, reca un "messaggio ai viventi"; (4) il defunto (?), seduto, riceve offerte da personaggi ripartiti su quattro registri sovrapposti (in buona parte distrutti), si intravedono suonatrici di tamburello; (5) scene di filatura, tessitura, e cottura al forno di cibi al piano inferiore di una casa, mentre alcuni uomini immagazzinano provviste in un magazzino sul tetto dell'abitazione; scene non ultimate (6 - 7) rappresentano il defunto in scene di pesca e di caccia, o a banchetto.
Un breve corridoio dà accesso a una camera perpendicolare alla precedente. Sulle pareti, in tre registri sovrapposti (8), la processione verso la dea dell'Occidente (Hathor), con il trasporto delle suppellettili funerarie e il traino del sarcofago a cura di preti coadiuvati da buoi, scene inoltre del pellegrinaggio ad Abido e di offertorio al defunto, alla moglie e alla figlia il cui nome, Nefertere, compare in una delle scene (9). Su tre registri sovrapposti (10 - 11) scene del rituale sulla mummia con il trasporto di una statua e di macellazione di animali; sulla parete di fondo (12), il defunto la moglie e la figlia adorano Osiride.

### Annotazioni
1. ↑  La numerazione dei locali e delle pareti segue quella di Porter e Moss 1927, pp. 217-218.
2. ↑  La prima numerazione delle tombe, dalla numero 1 alla 253, risale al 1913 con l’edizione del "Topographical Catalogue of the Private Tombs of Thebes" di Alan Gardiner e Arthur Weigall. Le tombe erano numerate in ordine di scoperta e non geografico; ugualmente in ordine cronologico di scoperta sono le tombe dalla 253 in poi.
3. ↑  I campi della Duat, ovvero l'aldilà egizio, si trovavano, secondo le credenze, proprio sulla riva occidentale del grande fiume.
4. ↑  Nella sua epoca di utilizzo, l'area era nota come "Quella di fronte al suo Signore" (con riferimento alla riva orientale, dove si trovavano le strutture dei Palazzi di residenza dei re e i templi dei principali dei) o, più semplicemente, "Occidente di Tebe".
5. ↑  le Tombe dei Nobili, benché raggruppate in un'unica area, sono di fatto distribuite su più necropoli distinte.
6. ↑  Le note, sovente di inquadramento topografico della tomba, sono tratte dal "Topographical Catalogue" di Gardiner e Weigall, ed. 1913 e fanno perciò riferimento alla situazione dell'epoca.

### Fonti
1. ↑  Gardiner e Weigall 1913.
2. ↑  Donadoni 1999,  p. 115.
3. ↑  Gardiner e Weigall 1913, p. 26.
4. ↑  Gardiner e Weigall 1913, pp. 26-27.
5. ↑  Porter e Moss 1927,  p. 218.
6. ↑  Porter e Moss 1927,  pp. 217-218.